# Mario Van Steenberghe
Mario Van Steenberghe (8 juni 1978) is een voormalig Belgisch professioneel bodybuilder bij de IFBB en meervoudig Belgisch en internationaal kampioen.

## Amateur
- 1998 NABBA Finale, België: 2de plaats, junioren
- 2006 IFBB GP Van Limburg, Nederland: 1ste plaats C klasse, zwaargewicht
- 2006 IFBB Open Eemsmond Cup, Nederland: 1ste plaats B klasse, zwaargewicht
- 2006 IFBB Belgische Nationale Kampioenschappen: 1ste plaats + overall, zwaargewicht
- 2006 IFBB Internationale FED Cup: 2de plaats
- 2007 IFBB Belgische Nationale Kampioenschappen: 2de plaats, zwaargewicht
- 2008 IFBB Body Extreme Invitational: 6de plaats, zwaargewicht
- 2008 IFBB Belgische Nationale Kampioenschappen: 1ste plaats + overall + best posing award
- 2008 IFBB Internationale FED Cup: 3de plaats
- 2008 IFBB Internationale Nederlandse GP: Champions League : 2de plaats
- 2008 IFBB Award Belgische atleet van het jaar

## Professioneel
- 2010 IFBB PRO Show Of Champions, Orlando Florida: 11de plaats
- 2011 IFBB PRO Britse GP, Londen Engeland: 13de plaats[2]
- 2011 IFBB PRO Mr. Europe, Madrid Spanje: 12de plaats[3]
- 2011 IFBB PRO FIBO, Duitsland: 12de plaats
- 2013 IFBB PRO GP van Praag: 13de plaats
- 2014 IFBB PRO Nordic Pro, Lahti Finland: 10de plaats
- 2015 IFBB PRO Nordic Pro, Lahti Finland: 13de plaats